# Małżeństwo w prawosławiu
]

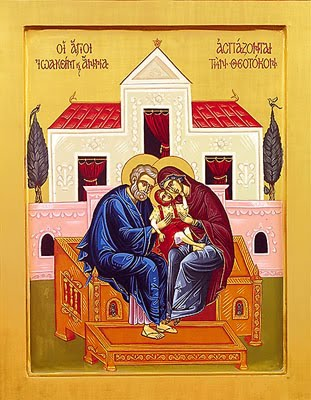
"Ale jak Kościół podlega Chrystusowi, tak i żony mężom swoim we wszystkim. Mężowie, miłujcie żony swoje, jak i Chrystus umiłował Kościół i wydał zań samego siebie" [Ef 5, 24-25

Sakrament małżeństwa – w Cerkwi prawosławnej i katolickich Kościołach wschodnich nazywany jest mianem "uwieńczenia" czy też "koronacji". 
Istotą małżeństwa prawosławnego jest dążenie do rzeczy ostatecznych poprzez dobrowolne wejście mężczyzny i kobiety w nierozerwalną wspólnotę całego życia, nakierowaną na przebóstwienie naturalnego związku do miłości chrześcijańskiej na wzór Chrystusa do Kościoła. Z tego też względu prawosławie wierzy, iż małżeństwo nie kończy się nawet w przypadku śmierci jednego ze współmałżonków. Zrodzenie i wychowanie potomstwa oraz zjednoczenie cielesne są w tym przypadku celami drugorzędnymi, doczesnymi – w przeciwieństwie do celu pierwszorzędnego, jakim jest stworzenie wiecznej komunii duchowej. Sakrament ten jest więc organicznie związany z Eucharystią.
Na mocy statusu "tajemnicy wielkiej" nadanej małżeństwu przez św. Pawła [Ef 5, 32] traktuje się je tak samo jak sakrament kapłaństwa. Teologia prawosławna głosi, iż zarówno celibat jak i małżeństwo są w istocie dwiema różnymi drogami dojścia do Królestwa Bożego, i oba w równym stopniu z niego wypływają. Tradycja duszpasterska Cerkwi mocno podkreśla, iż małżeństwo już za życia należy zakorzeniać w wieczności poprzez wspólną modlitwę i spełniane razem posługi względem Boga. W zmartwychwstaniu ustanie wzajemny pociąg płciowy, tak jak i związki ciał, dlatego ważne jest, aby sakrament ten budowano przede wszystkim na jak najpełniejszej więzi duchowej, ofiarności i miłości w sensie chrześcijańskim.

## Teologia

### Istota małżeństwa prawosławnego
Małżeństwo w ujęciu prawosławnym jest uświęceniem przez łaskę naturalnego związku mężczyzny i kobiety dla ich wspólnego życia chrześcijańskiego i wydania potomstwa. Wymienia się tutaj cel pierwszorzędny i cele drugorzędne. 
1. Cel pierwszorzędny to uświęcenie życia małżonków dzięki wzajemnej miłości, a więc – wspólny rozwój duchowy oraz realizowanie misterium jedności Chrystusa z Kościołem[5].
2. Cele drugorzędne to spłodzenie i wychowanie potomstwa dla powiększenia królestwa Bożego na ziemi, oraz zjednoczenie płciowe. W sakramentalnym małżeństwie położony jest bowiem fundament tzw. małego kościoła, czy też kościoła domowego, którym jest rodzina. Jedność ciała nie powinna wypływać z pożądliwości, lecz potrzeby połączenia się dwojga ludzi odmiennej płci w jednego człowieka przez wzajemne uzupełnienie się i harmonię[5][4][6].

Wymiar małżeństwa nie ogranicza się jednak tylko do życia na ziemi, ale ma swoją kontynuację w wieczności; w swej sakramentalnej naturze przemienia ono i transcenduje zarówno unię cielesną, jak i legalny związek oparty na umowie, tak że miłość ludzka rzutowana zostaje wprost na Królestwo Boże i ma w związku z nim konkretne zobowiązania. Właściwym sensem małżeństwa jest przebóstwienie naturalnych ludzkich ułomności, które istnieją pomiędzy mężem i żoną, w wieczny związek miłości, którego nie może rozwiązać nawet śmierć; sakrament ten posiada aspekt eschatologiczny, ponieważ widzi on swój ostateczny sens nie w cielesnym używaniu, społecznej stabilności, w rodzeniu potomstwa, lecz w "ostatnim misterium". W trakcie ziemskiego życia człowieka więź małżeńska implikuje również zjednoczenie płciowe małżonków, dlatego też w zmartwychwstaniu jej sens cielesny ulegnie zmianie, co nie stanowi jednak ujmy, lecz pełnię i nobilitację. Przemianie, do której wzywa sakrament małżeństwa, a która całkowicie zrealizuje się w przyszłym świecie, ulegnie również pewnego rodzaju ograniczająca wyłączność relacji międzyludzkich w upadłym świecie oraz pragnienie dopełnienia się poprzez drugą osobę, co otworzy furtkę do prawdziwie wolnej i oddanej miłości chrześcijańskiej.

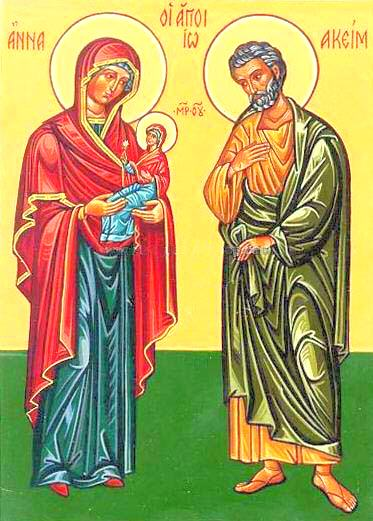
Święty Joachim i święta Anna

Prawosławie nigdy nie sprowadzało istoty małżeństwa do rodzaju kontraktu prawnego, rozwiązanego z chwilą śmierci jednego z małżonków; jako podstawową normę przyjęło zaś niepowtarzalność i wieczność każdej – żyjącej zgodnie z Ewangelią i dla Ewangelii – pary. W związku z tym Cerkiew podkreśla, iż zawarcie małżeństwa chrześcijańskiego nie jest czymś automatycznym, skrępowanym przepisami, lecz stanowi wejście w codzienność wymagającą w pełni świadomej odpowiedzi na wezwanie sakramentu. Prawosławni duszpasterze rodzin podkreślają, iż małżeństwo już za życia należy zakorzeniać w wieczności poprzez wspólną modlitwę i spełniane razem posługi względem Boga.

### W Starym i Nowym Testamencie
W teologii prawosławnej małżeństwo jest sakramentem, który ustanowiony został przez Boga w raju. Jezus podczas wesela w Kanie Galilejskiej potwierdził jego świętość, a w trakcie publicznej działalności oczyścił z obcych elementów, zaś św. Paweł jasno i czytelnie określił je jako "tajemnicę wielką". Korzenie małżeństwa wiążą się już z chwilą stworzenia Adama i Ewy, błogosławieństwem danym przez Boga pierwszej parze ludzkiej oraz okrzykiem Adama: "Ta dopiero jest kością z mojej kości i ciałem z mego ciała!" [Rdz 2, 23]. Od tego fragmentu teologia prawosławna zaczyna swoje teologiczne rozważania na temat małżeństwa. Dlatego też (inaczej niż w chrześcijaństwie zachodnim, dla którego sednem jest polecenie Boga: "bądźcie płodni i rozmnażajcie się") prawosławie kładzie nacisk na osiąganą w unii kobiety z mężczyzną pełnię człowieczeństwa, opierając się na prawdzie, iż Ewa wyrwana została z boku Adama.
Starotestamentowi Żydzi sens małżeństwa widzieli przede wszystkim w prokreacji. Nie wierzyli oni w jednostkowe trwanie życia po śmierci, wobec czego jego namiastki upatrywali niejako w przedłużeniu żywota swojego rodu poprzez potomstwo. Abraham w nagrodę za wierność otrzymał od Boga obietnicę: 

Będę ci błogosławił obficie i rozmnożę tak licznie potomstwo twoje jako gwiazdy na niebie i jak piasek na brzegu morza a potomkowie twoi zdobędą grody nieprzyjaciół swoich. I w potomstwie twoim błogosławione będą wszystkie narody ziemi, za to, że usłuchałeś głosu mego [1 Mojż 22, 17-18].

Brak potomstwa czy też bezpłodność uznawana była za przekleństwo. Podobną sytuację podali Jezusowi sceptyczni saduceusze, ponieważ nie mogli wyobrazić sobie oni zmartwychwstania inaczej niż uszlachetnionej kontynuacji życia doczesnego, w której nadal istniałaby jednak konieczność przedłużania swojego życia poprzez spłodzone potomstwo. Odpowiedź Jezusa uświadamia oponentom, że w zmartwychwstaniu nie będzie już konieczności kontynuowania judaistycznej nauki o uwiecznianiu swojego życia w potomstwie, nadto spełniania obowiązków społecznych zapisanych w Prawie, gdyż każdy otrzyma życie wieczne. Słowa te nie wskazują jednak na to, iż w zmartwychwstaniu na czymkolwiek straci małżeństwo w sensie chrześcijańskim, a więc wspólnota miłości, która z gruntu posiada zupełnie inną istotę niż starotestamentowe małżeństwo judaistyczne. Chrześcijańskie małżeństwo jest zakorzenione w wieczności i dąży do niej na mocy słów św. Pawła, "miłość nigdy się nie kończy" [1 Kor 13, 8], gdyż jego głównym celem jest agape.

### W pismach myślicieli wczesnochrześcijańskich
Jakże piękną parę tworzy dwoje wierzących, którzy mają udział w tej samej nadziei, tym samym ideale, tym samym sposobie życia, tej samej służbie! (...) Razem się modlą, razem klękają, razem poszczą. Wzajemnie się pouczają i wspierają. Razem stają w świętym zgromadzeniu, razem zasiadają do uczty Pańskiej, razem znoszą próby i prześladowania. (...) Odmawiają na dwa głosy psalmy i hymny, prześcigają się, kto lepiej śpiewa na cześć Boga. Widząc to i słysząc, Chrystus raduje się i zsyła małżonkom swój pokój. Gdzie jest ich dwoje, tam jest i Chrystus. (Tertulian, Ad uxorem)

### W historii Kościoła bizantyjskiego
Rzymski prawnik Herennius Modestinus małżeństwo określił jako "zespolenie mężczyzny i niewiasty, wspólne przeznaczenie na całe życie, boskiej i ludzkiej prawdy skojarzenie". Taka definicja trafiła do Nomokanonu św. Focjusza I Wielkiego, a następnie do Digestów św. Justyniana I Wielkiego (533) oraz Procheironu Bazylego I Macedończyka.
Aż do X wieku Kościół nie błogosławił żadnego ponownego małżeństwa, ani owdowiałych, ani tym bardziej rozwiedzionych. Rzecz tę jasno ujęli Bazyli, a za nim św. Nicefor Wyznawca, który tak skonkludował: "Ci, którzy zawierają drugie małżeństwo, nie są koronowani i nie mogą przyjmować najczystszych tajemnic przez dwa lata; ci, którzy zawierają małżeństwo po raz trzeci, są ekskomunikowani przez pięć lat". Wynika z tego, iż powtórne małżeństwa nie były już zakorzenione w Eucharystii, stanowiąc jedynie kontrakt cywilny, poprzedzony odpowiednimi praktykami pokutnymi oraz czasowym niedopuszczaniem do sakramentów. Po tym okresie wierny był na powrót włączany do pełnej wspólnoty z Kościołem. W oczywisty sposób tradycja bizantyjska do tych kwestii odnosiła się w kategoriach dyscypliny penitencjarnej. Praktyka ta opierała się na zaleceniu św. Pawła, piszącego w Pierwszym Liście do Koryntian: "Tym zaś, którzy nie wstąpili w związki małżeńskie, oraz tym, którzy już owdowieli, mówię: dobrze będzie, jeśli pozostaną jak i ja. Lecz jeśli nie potrafiliby zapanować nad sobą, niech wstępują w związki małżeńskie! Lepiej jest bowiem żyć w małżeństwie, niż płonąć" [1 Kor 7, 8-9]. Kościół bizantyjski za ideał chrześcijański obrał bowiem wejście w jeden jedyny sakramentalny związek małżeński, zaś po owdowieniu – życie w czystości i posłudze na rzecz wspólnoty; jednocześnie okazał jednak wyrozumiałość dla tych, którzy nie potrafiliby utrzymać czystości oraz dla tych, którzy chcieliby mieć jeszcze jedną szansę na stworzenie w pełni wartościowego małżeństwa.
W dawnym prawie bizantyjskim zdecydowanie wymagano od kapłana zawartego przed święceniami związku małżeńskiego. Opierano się tu na zaleceniu św. Pawła z Pierwszego Listu do Tymoteusza: "Wierna jest ta mowa: Jeźli kto biskupstwa żąda, dobrej pracy żąda. Ale biskup ma być nienaganiony, mąż jednej żony, czuły, trzeźwy, poważny, gościnny, ku nauczaniu sposobny; nie pijanica wina, nie bitny, nie sprośnego zysku chciwy, ale słuszność miłujący, nieswarliwy, niełakomy, który by dom swój dobrze rządził, który by dziatki miał w posłuszeństwie ze wszelaką uczciwością, bo jeąliby kto nie umiał swego własnego domu rządzić, jakoż pieczę będzie miał o kościele Bożym?" [1 Tm 3, 1-5]. Kapłanom zabronione było zatem wejście w powtórny związek małżeński. Jeżeli do niego dochodziło, osoba ta automatycznie przestawała być kapłanem.

## Obrzędy zawarcia małżeństwa

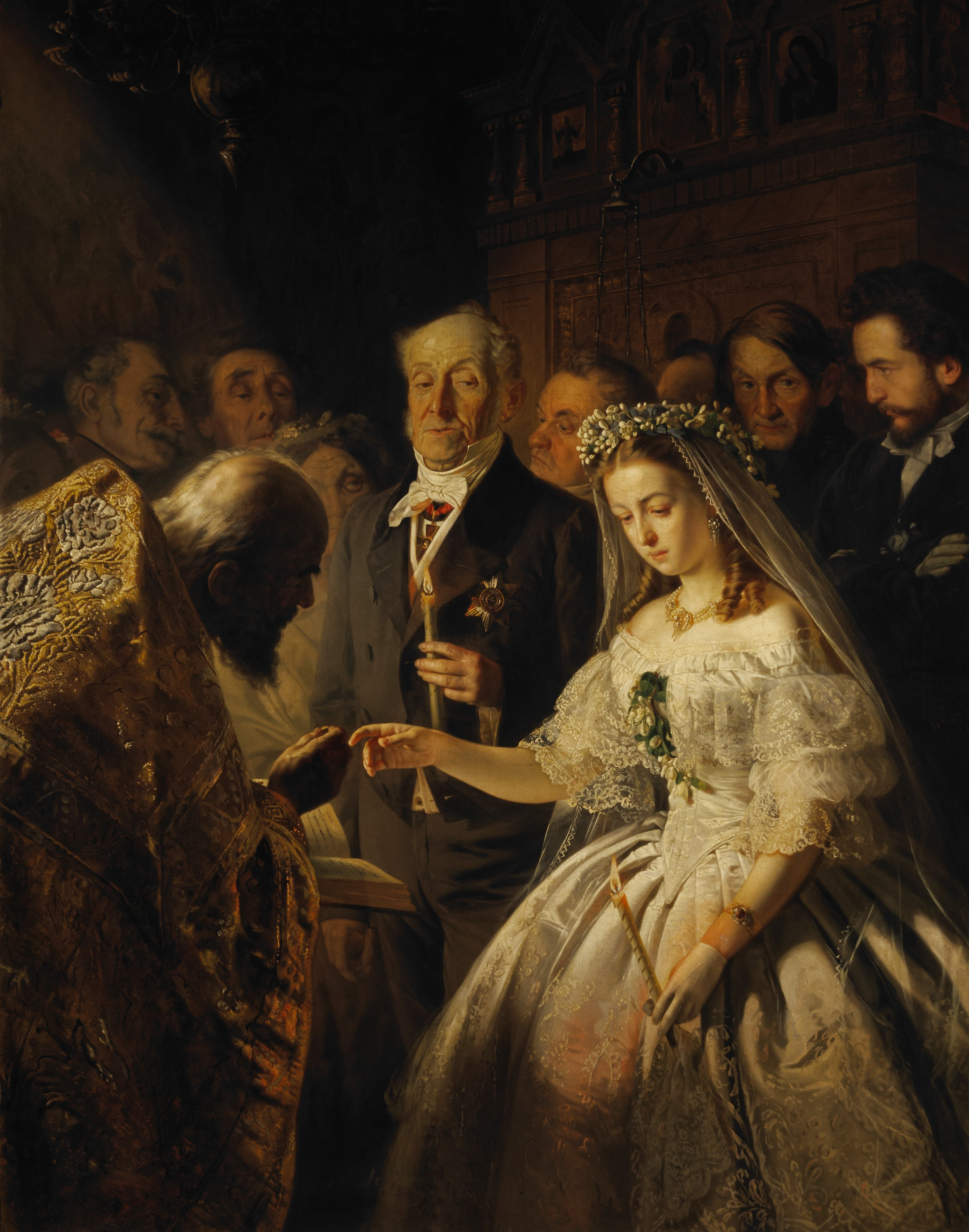
Prawosławne zaręczyny na obrazie Wasilija Purkijewa Niedobrane małżeństwo z 1862 roku (Galeria Trietiakowska, Moskwa).

Obrzęd sakramentu małżeństwa składa się z dwóch części: zaręczyn i ślubu, które w przeszłości sprawowane były oddzielnie. Ceremonia jest zazwyczaj długa, niezwykle rozbudowana w gesty i symbole, oraz znacząca.
1. Zaręczyny mają miejsce przy wejściu do świątyni. Kapłan zanosi wówczas prośby do Boga o zachowanie narzeczonych w pokoju, zgodzie, prawdzie i miłości oraz o zaręczenie ich na wzór Izaaka i Rebeki. Po tej modlitwie narzeczeni wymieniają się obrączkami; jest to znak oddawanej sobie nawzajem czci, tak jak prawa i odpowiedzialności za szczęście drugiej osoby.
2. Współcześnie ślub następuje tuż po zaręczynach na środku cerkwi, przed anałojem, na którym leżą: ewangelia, wieńce ślubne, krzyż oraz wino. Kapłan pyta wówczas narzeczonych, czy ich decyzja wstąpienia w związek małżeński jest świadoma i wolna. Po długiej ektenii i specjalnych świętych modlitwach kapłan nakłada na głowy narzeczonych wieńce, czy też korony, od których bierze nazwę sakrament małżeństwa w Tradycji prawosławnej. Wtedy to, błogosławiąc ich, duchowny wygłasza sakramentalną formułę: "Panie, Boże nasz, ukoronuj ich chwałą i dostojeństwem".
3. Wieńce, zdaniem św. Jana Chryzostoma, są uwieńczeniem przedmałżeńskiej czystości narzeczonych. We współczesnej praktyce nie są one wkładane na głowy przyszłych małżonków lecz trzymane ponad nimi. Sakrament małżeństwa jest początkiem wzajemnej służby i oddania dwojga osób, toteż ważny punkt zawarcia sakramentalnego związku stanowi przypomnienie im ich wzajemnych obowiązków [Ef 5,22-32]. Wspomina się również pierwszy cud Jezusa Chrystusa w Kanie Galilejskiej.
4. Po ektenii i Modlitwie Pańskiej kapłan podaje zaślubionym naczynie z winem na znak, że zarówno radości, jak i smutek winny być przez małżonków przeżywane odtąd wspólnie. Następnie na znak nierozerwalnej więzi małżeńskiej kapłan łączy ich ręce, nakrywa epitrachylionem i trzykrotnie oprowadza wokół anałoja, przy śpiewie: "Wesel się, Izajaszu", "Święci męczennicy" i "Chwała Tobie, Chryste Boże". Następnie kapłan zdejmuje ślubne wieńce, błogosławi zaślubionych i składa powinszowanie.

## Małżeństwo a dziewictwo
Teologia prawosławna nie przeciwstawia stanu mniszego życiu w małżeństwie, lecz uznaje, iż oba stany są w Duchu Świętym dwoma drogami do tego samego celu, oba też wypływają z tej samej nauki o Królestwie Bożym oraz wzajemnie się uzupełniają. W Piśmie Świętym postawa taka ma swoje utwierdzenie w teologii wielości powołań św. Pawła. 
Chociaż nie rozstrzyga się właściwie, w którym ze stanów, w celibacie czy w małżeństwie, jest możliwa do osiągnięcia większa świętość, to – odwołując się do poszczególnych prawd głoszonych przez Jezusa – dziewictwo nieustannie wychwalane jest jako bezpośrednia antycypacja życia wiecznego. Małżeństwo jako wspólnota życia i miłości również uczestniczy w owej antycypacji bytowania w Królestwie Niebieskim, jednak kwestie związane z pożyciem małżeńskim przejdą radykalną przemianę. Przede wszystkim, powtarzając za św. Pawłem, zmartwychwstałe ciało przestanie być podległe zmysłom, odrodzi się zaś jako dziewicze i duchowe. Zaniknie również połowiczność każdej ludzkiej istoty, podczas ziemskiego życia potrzebującej swojego dopełnienia w płci przeciwnej. Nie oznacza to jednak, iż małżeństwo nie będzie trwać w przyszłym Królestwie. W ujęciu prawosławnym sakramentalne małżeństwo trwa wiecznie, w zmartwychwstaniu przestanie być tylko związane z życiem płciowym, a w miejsce tego napełni się miłością o nieznanej dotąd sile oddziaływania. Św. Antoni pisał o tym: „Wiedzieć ci trzeba, że i w przyszłym wieku podzielisz swoją cząstkę z tymi, z którymi w tym życiu dzielisz radość i smutek”.

## Konflikt między teologią małżeństwa a doświadczeniem
Jak zauważa ks. John Meyendorff, obraz małżeństwa chrześcijańskiego jako misterium niejednokrotnie popada w konflikt z doświadczalną rzeczywistością "upadłej ludzkości". Podobnie jak cała Ewangelia, wydaje się ono wówczas nieosiągalnym ideałem. Z tego powodu Cerkiew nie ogranicza się do stosowania wobec małżeństwa jedynie przepisów prawnych, lecz przy pomocy nauki duszpasterskiej stara się odnowić u małżeństw zagrożonych rozpadem świadomość sakramentu, jaki przyjęli. Prawosławie przestrzega bowiem przed traktowaniem sakramentu jako zbioru idei, lecz podkreśla, iż są to rzeczywistości jak najbardziej bliskie codzienności chrześcijanina, stanowiąc "wejście do prawdziwego życia". 